# Europa Środkowo-Wschodnia

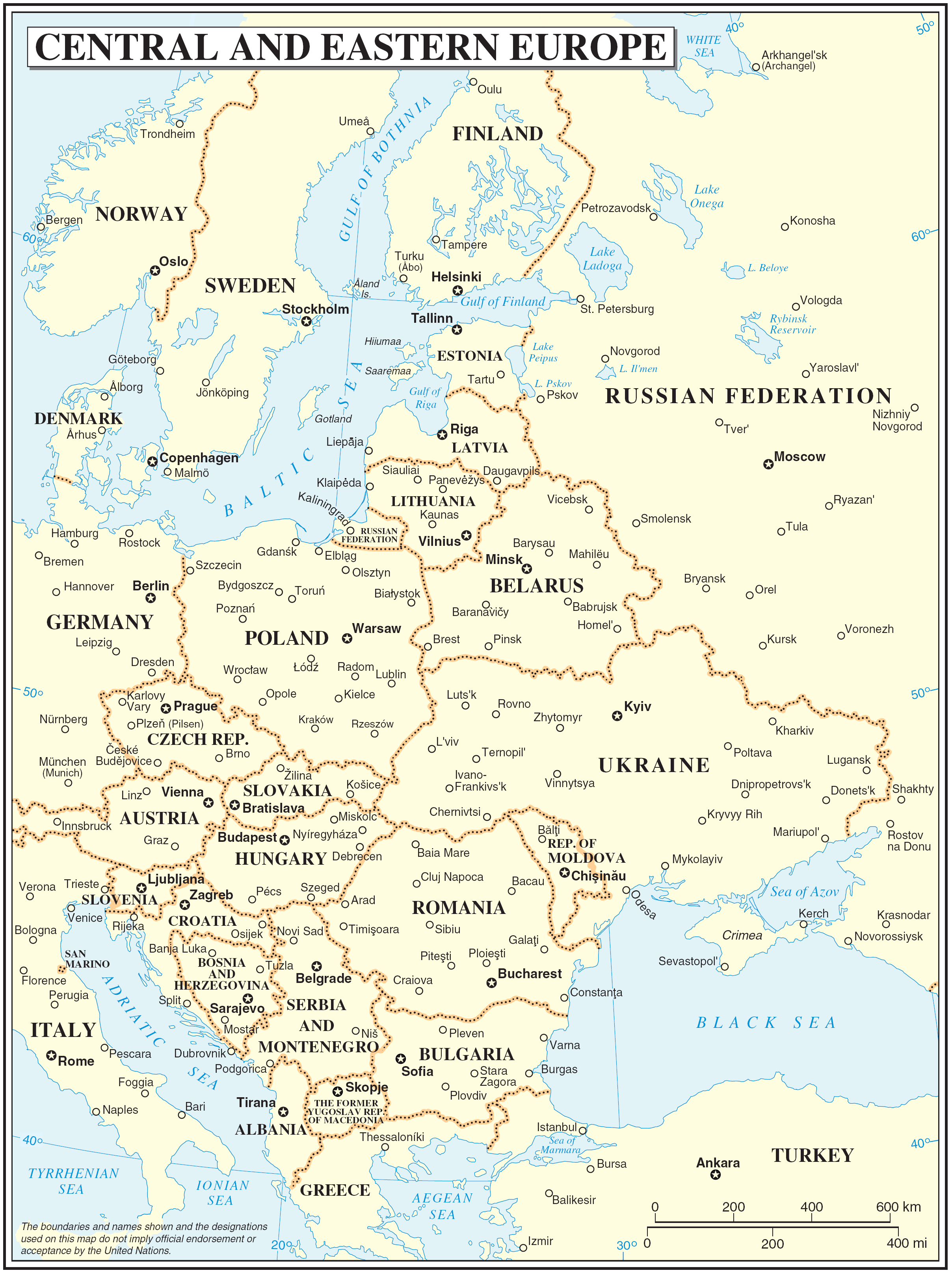
Mapa regionu Europy Środkowo-Wschodniej ze współczesnymi granicami

Europa Środkowo-Wschodnia – nazwa stosowana dla określenia europejskich państw mających wspólne korzenie kulturowe i historyczne, a także wspólną przeszłość jako buforowe socjalistyczne republiki podlegające ZSRR (blok wschodni, demoludy) lub będące jego częścią składową jako republiki radzieckie. Jest to zbitka dwóch określeń tej części Europy – geograficznego (środkowa) i politycznego (Wschodnia).

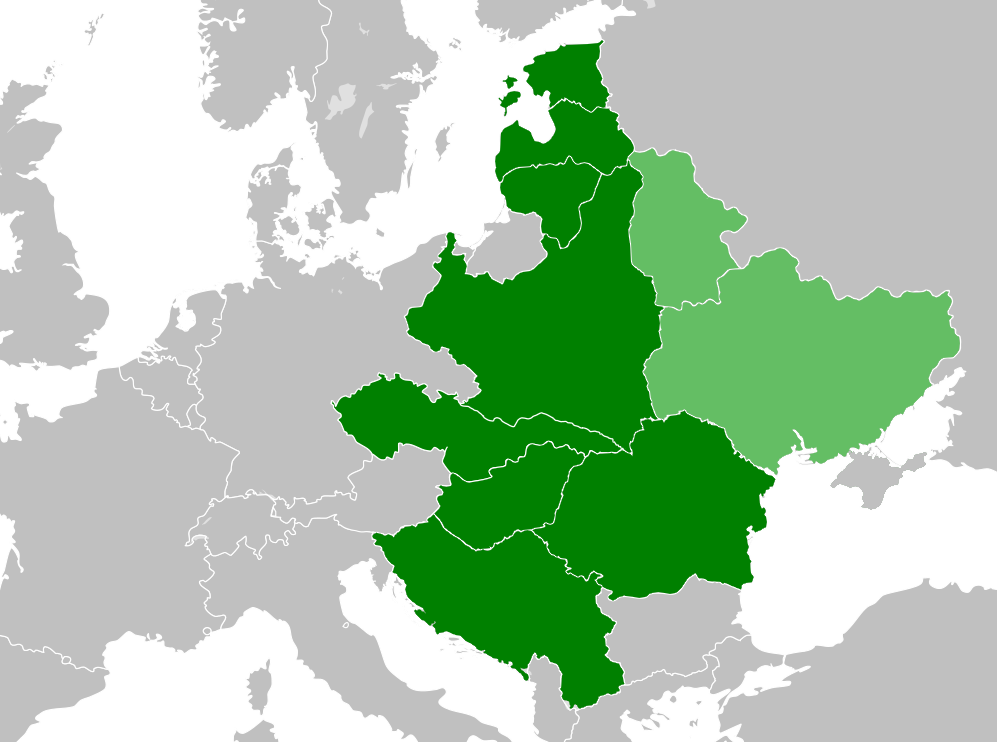
Międzymorze pokrywa się z wieloma definicjami tego obszaru

Jednym ze współtwórców tego określenia był Oskar Halecki. Stało się ono bardziej popularne od lat 80., gdy trzej intelektualiści (Milan Kundera, Czesław Miłosz i István Bibó) użyli go jako przeciwwagi dla terminu Europa Wschodnia.
Obecnie do tego regionu zalicza się:
- państwa Grupy Wyszehradzkiej (Polska, Czechy, Słowacja, Węgry)[2]
- państwa nadbałtyckie odłączone od ZSRR, będące niegdyś częścią lub dominium Rzeczypospolitej (Litwa, Łotwa, Estonia)[1][3]
- państwa ruskie odłączone od ZSRR, będące niegdyś częścią Rzeczypospolitej (Białoruś, Ukraina)[1][3]
- państwa powstałe z Jugosławii (Słowenia, Chorwacja, Bośnia i Hercegowina, Serbia, Czarnogóra, Macedonia Północna)[3]
- państwo bałkańskie odłączone od ZSRR (Mołdawia)
- pozostałe państwa bałkańskie (Albania, Bułgaria, Rumunia)

Łącznie do tego regionu zalicza się 19 państw (lub 20, wliczając także Kosowo, uznawane przez część państw świata).